# Bentley (personaje)
Bentley es un personaje ficticio que aparece en la saga de videojuegos Sly Cooper. 
Es uno de los tres miembros de la banda de Cooper, formada por éste, Sly Cooper (el protagonista) y Murray (los músculos). 
Bentley es una tortuga inteligente, el cerebro de la banda, el encargado de la tecnología, la informática y todo aparato electrónico que pueda haber.

## Historia
Bentley es una ficción, parapléjico tortuga ofrecido Sly Cooper en la serie de juegos de video desarrollado por sucker Punch Productions para PlayStation 2. Al igual que Murray, Bentley no tiene apellidos que se le dio, supuestamente en la versión japonesa de Bentley realmente tiene un apellido ", Wiseturtle". Su voz es proporcionada por Matt Olsen. A menudo se dice que Olsen y Bentley comparten una llamativa semejanza los unos a los otros, aparte de la evidente diferencia de las especies. 
Esta tortuga, un amigo de confianza del título del juego de caracteres, es un experto en la piratería-y de otros dispositivos electrónicos, con un coeficiente intelectual de 140. Es también muy bien leído, a menudo indica "he leído acerca de este ...." cuando deducir algo nuevo y ajeno al equipo. Se puso de manifiesto en el segundo juego que tiene el asma. En el tercer juego, que se revela a ser alérgicas a los tomates (cuando es capturado por Octavio en "La Opera de miedo", Octavio amenaza con utilizar su Bently para fertilizar los tomates), y limones (Bentley grita a la banda como Murray bebidas en una jarra de limonada en la misión "Limón Rage" en el nivel "Rumble Down Under"). Otro de su eslogan es "Si yo lo hice a mi derecho de matemáticas, y siempre lo hago a mi derecho de matemáticas ..." 
Bentley es un personaje popular en la serie no sólo debido a su gran contribución y el valor para el equipo, pero debido a su gran desarrollo del carácter y su dedicación a la Cooper Gang. Se ha dicho por los fanáticos del juego que, debido a su enorme desarrollo del carácter, que muchos consideran la alternativa de Bentley personaje principal de la serie Sly Cooper. Mientras que el Cooper pandillas son un verdadero equipo, el Dr. M al final del tercer juego que Bentley es el más contribuyen miembro de la banda son sin duda cierto. A pesar de ello, también ha demostrado que es más bien feroz protección de sus mejores amigos al mismo tiempo, como lo demuestra su reacción emocional a los acontecimientos tales como Sly y Murray en la captura de Sly 2, y su reunión con Murray, así como su dilema en el final del tercer juego. Bentley aparentemente casual atuendo es una pajarita de color rojo alrededor de su cuello, y lo que parece ser una camisa de vestir de manga corta, un reloj alrededor de su muñeca, y un suéter-desgastado chaleco debajo de su caparazón con humor. Esto es en su conjunto Sly 1 y es visto algunas otras veces en los otros. En Sly 2, Bentley viste lo que parece ser un chaleco a prueba de balas o un chaleco de seguridad, junto con complementaria rodilleras y coderas, mostrando con humor que Bentley es un primer tipo de seguridad tipo. También llevaba un casco en la médula de su cabeza. En Sly 3, así como el uso de una silla de ruedas, ahora Bentley lleva lo que parece ser azul bicicleta y casco de seguridad artes. Lleva gafas de Bentley en todo el juego y usa guantes en todo Sly 2 y Sly 3. 
Bentley se muestra como 18 en el primer juego. Desde Sly 2 tiene lugar dos años más tarde, esto haría que 20 de Bentley en el segundo juego.

## Técnicas de ataque
Bentley utiliza bombas, dardos paralizantes y una ballesta como sus armas; pero en Sly 3: Honor entre ladrones, al estar en una silla de ruedas, Bentley puede hacer que su silla gire para atacar.